# Comocladia macrophylla
Comocladia macrophylla là một loài thực vật có hoa trong họ Đào lộn hột. Loài này được (Hook. & Arn.) L.Riley mô tả khoa học đầu tiên năm 1923.